# Bert Sterckx
Bert Sterckx (Tienen, 18 juni 1981) is een Vlaams sportverslaggever. Hij is werkzaam bij Sporza Radio en eerder bij Radio 2 Vlaams-Brabant.
Hij begon als medewerker voor Sporza in mei 2005 en werkt sinds februari 2006 vast bij de VRT. Sterckx is vooral radioverslaggever bij voetbalwedstrijden.
Sterckx was ook verslaggever voor de VRT bij de busramp in Sierre en op de Winterspelen van Sochi (2014), Peking (2022) en de Zomerspelen van Tokio (2021).